# Timbres de Saint-Marin 2007
Cet article recense les timbres de Saint-Marin émis en 2007 par l'Azienda autonoma di Stato Filatelica e Numismatica (compagnie autonome chargée de la philatélie et de la numismatique).
| Sommaire      | Sommaire    | Sommaire | Sommaire |
| ------------- | ----------- | -------- | -------- |
| Janvier       | Février     | Mars     | Avril    |
| Mai           | Juin        | Juillet  | Août     |
| Septembre     | Octobre     | Novembre | Décembre |
| Entier postal | Généralités | Légende  | Sources  |

## Généralités
Les émissions portent la mention « San Marino 2007 » et une valeur faciale libellée en euro (€). L'auteur du timbre et l'imprimeur sont aussi nommés par les mentions.

## Légende
Pour chaque timbre, le texte rapporte les informations suivantes :
- date d'émission, valeur faciale et description,
- formes de vente,
- artistes concepteurs et genèse du projet,
- manifestation premier jour,
- date de retrait, tirage et chiffres de vente,

ainsi que les informations utiles pour une émission donnée.

## Janvier

### Alessandro Glaray
Le 23 janvier, pour promouvoir l'exposition philatélique San Marino 2007 de juin, est émis un timbre de 1,80 € se-tenant avec la vignette de promotion portant le logotype de la manifestation. Le timbre est consacré au philatéliste Alessandro Glaray (mort en 2005) pour le 30e anniversaire de la publication de son livre Le Service postal de la République de Saint-Marin (Il servizio postale della Repubblica di San Marino), écrit avec Franco Filanci, edition Sirotti Luigi. Le portrait du collectionneur érudit voisine avec des pièces de collection.
Le timbre de 4 ×3 cm avec une vignette se-tenant de même format est mis en page par Franco Filanci. Il est imprimé en offset en feuille de dix par l'imprimeur français Cartor Security Printing.
Le tirage est de 130 000 timbres.

### Gina Lollobrigida
Le 23 janvier, sont émis quatre timbres pour le 80e anniversaire de l'actrice italienne Gina Lollobrigida. Les trois premières valeurs reproduisent des œuvres réalisées par l'actrice elle-même : un autoportrait à la sanguine peint en 1987 sur le 0,65 €, la photographie le vendeur de pommes de terre qu'elle a prise à Bénarès en Inde en 1973. Le 1 € est consacré à un bronze de 5,5 mètres, sculpté en 2002 par Gina Lollobrigida. Elle s'est inspirée de son rôle d'Esméralda dans Notre-Dame de Paris, film réalisé par Jean Delannoy. Le dernier timbre de 3,20 € montre une rencontre de l'actrice avec mère Teresa, à Calcutta en 1990, et rappelle qu'elle est une ambassadrice de l'Organisation des Nations unies pour l'alimentation et l'agriculture (FAO).
Les reproductions des œuvres et des photographies sont mises en page par Valerio Pradal pour une impression sur des timbres de 3 × 4 cm imprimés en offset en feuille de douze chacun par l'imprimeur français Cartor Security Printing.
Le tirage est de 120 000 séries de quatre timbres.

### Présidence du Comité des ministres du Conseil de l'Europe

Le drapeau de Saint-Marin.

Le 23 janvier, est émis un bloc de quatre timbres de 0,65 € pour marquer le milieu de la présidence par la République de Saint-Marin du Comité des Ministres, institution de représenter les États au sein du Conseil de l'Europe (Presidenza del Comitato dei Ministri del Consiglio d'Europa - novembre 2006-maggio 2007). Sur la gauche du timbre, le drapeau de Saint-Marin flottant dans le vent fait face au logotype du Conseil de l'Europe : le drapeau européen dont les étoiles sont entourées dans un « e » manuscrit. 
Le timbre de 4,8 × 3 cm est conçu par Valerio Pradal et imprimé en bloc vertical de quatre en offset par l'imprimeur français Cartor Security Printing.
Le tirage est de 120 000 blocs.

## Avril

### Bruno Munari 1907-2007
Le 20 avril, sont émis quatre timbres pour le centenaire de la naissance de l'artiste plasticien italien Bruno Munari (mort en 1998), connu notamment dans le domaine du design et de l'illustration de livres pour enfants. Chaque timbre blanc représente un outil en couleur tenu par une main blanche, que Munari avait récompensé d'un prix personnel du « Compasso d'Oro » (inspiré du Compas d'or) : une pince multi-fonctions jaune (attrezzo per vetrinista, 0,36 €), une brique de lait parallélépipède rectangle bleue (scatola del latte parallelepipeda, 0,65 €), un verrou de porte rose (lucchetto per serrande, 1,40 €) et une lampe de garagiste verte (lampada da garage, 2 €).
La série (4,41 €) est dessinée par des étudiants de design industriel de l'université de Saint-Marin. Les timbres de 4 × 3 cm sont imprimés en offset en feuille de douze par Cartor Security Printing.
Le tirage est de 100 000 séries de quatre timbres différents.

### Giuseppe Garibaldi,200eanniversairede la naissance
Le 20 avril, sont émis trois timbres pour le bicentenaire de la naissance de Giuseppe Garibaldi, héros de l'unification italienne au XIXe siècle. Le 0,65 €, illustré du paysage de Saint-Marin et de son drapeau, rappelle que cette République donna refuge à Garibaldi et sa compagne Anita, représentés à cheval accompagnés des « Chemises rouges ». Sur le 1,40 €, sont représentés le débarquement à Marsala du 11 mai 1860 et les combats de l'expédition des Mille pour conquérir le royaume des Deux-Siciles. À l'arrière-plan à droite du 2 €, le souvenir des combats en Amérique du Sud est placé au-dessus de la rencontre, à Teano en 1860, avec Victor-Emmanuel II, roi d'Italie, après la conquête du Mezzogiorno. Trois portraits de Garibaldi complètement les scènes de chacun des timbres.
La série de 4,05 € est dessinée par Irio Ottavio Fantini. Les timbres de 4,8 × 4 cm sont imprimés en offset en feuille de douze par Cartor Security Printing.
Le tirage est de 100 000 séries comprenant un de ces trois timbres.

### 25eprixinternational d'art philatéliqueSan Gabriel
Le 20 avril, est émis un timbre de 1,50 € pour la remise du 25e prix international d'art philatélique San Gabriel, le 30 septembre 2007 à Legnago, en Lombardie. Ce prix récompense le plus beau timbre illustré d'un thème religieux. La sculpture en marbre représentée est visible dans l'église de l'immaculée Conception de Palerme et montrant deux chérubins.
La photographie est extraite d'un ouvrage d'une association pour la sauvegarde de l'église de Palerme est mise en page par Marco Rossi et Andrea Ardizonne. Le timbre de 3 × 4 cm est imprimé en offset en feuille de douze exemplaires par Cartor Security Printing.
Le tirage est de 100 000 timbres.

## Juin

### Coupe d'Europe de baseball 2007
Le 2 juin, sont émis deux timbres à l'occasion de la Coupe d'Europe de baseball 2007 (Coppa Europa Baseball), organisée du 12 au 16 juin 2007 à Saint-Marin. Deux scènes de ce sport ont été choisies : la frappe de la balle par le batteur devant le receveur et l'arbitre sur le 0,65 €, et le lanceur sur le 1 €.
Les deux timbres de 3 × 4 cm sont signés Cristian Ceccaroni et imprimés en offset en feuille de douze par Cartor Security Printing.
Le tirage est de 85 008 exemplaires de chacun des deux timbres.

### Europa:100eanniversairedu scoutisme
Le 2 juin, dans le cadre de l'émission Europa, sont émis deux timbres sur le thème annuel commun : le centenaire du scoutisme (100° Anniversario dello scoutismo). Sur le 0,60 €, un globe terrestre est divisé en deux et prend la forme d'une boussole sur l'hémisphère de droite ; au-dessus, cinq scouts représentent les cinq continents. Dans le coin inférieur gauche, le profil de l'île de Brownsea évoque le premier camp scout organisée par Robert Baden-Powell. Sur le 0,65 €, deux scouts d'âges différents se tiennent face à un globe caché par des éléments identifiant Saint-Marin : la carte du pays et trois tours protégeant cette république.
Les timbres de 3 × 4 cm sont dessinés par Daniela Longo. Ils sont imprimés en offset en feuille de douze par l'imprimerie française Phil@poste Boulazac.
Le tirage est de 140 004 séries de deux timbres.

### Osaka 2007
Le 2 juin, sont émis trois timbres à l'occasion des 11es championnats du monde d'athlétisme, organisés à Osaka au Japon, du 24 août au 2 septembre 2007. Chaque timbre est un moment tiré d'une des épreuves : l'élévation en Fosbury dos à la barre en saut en hauteur sur le 0,60 €, la redescente vers le bac à sable au saut en longueur sur le 0,85 €, et les pas successifs d'une course à pied sur le 1,50 €. Le logotype des championnats est reproduit sur chacun des timbres : il comprend celui de l'IAAF et l'expression « Osaka 2007 » transcrite comme sur un chronomètre utilisant des chiffres composés de huit tirets : « O:SA'KA"2007 ».
Fabiana Franzin et Valerio Pradal signent les illustrations des timbres de 5,2 × 3,078 cm (vertical pour le 0,60 €, horizontal pour les deux autres). Ils sont imprimés en offset par Cartor Security Printing.
Le tirage est de 85 008 exemplaires de chacune des valeurs.

### Le postillon 1607
Le 2 juin, est émis un bloc d'un timbre de 4,50 € à l'occasion d'une exposition philatélique « Le postillon » (il postiglione), organisée les 2 et 3 juin 2007. Elle coïncide avec quatre siècles d'activité postale à Saint-Marin, incarnée par un porteur de courrier au premier plan. L'illustration est la reproduction du premier paysage de la république qui a été gravé de manière réaliste, au XVIIe siècle.
L'image est tirée du Theatrum civitatum et admirandorum Italiane ad aevis veteris et praesentis temporibus facies de Johannes Blaeu, imprimé en 1663. Elle est miss en page sur un bloc dont le timbre mesure 3 × 4 cm. Ce bloc est imprimé en héliogravure et offset par l'imprimerie française Phil@poste Boulazac.
Le tirage est de cent mille blocs.

## Août

### ASCAT 1977-2007 anniversaire de la fondation
Le 24 août, est émis un timbre commémoratif de 0,65 € pour le trentenaire de l'Association internationale des éditeurs de catalogues de timbres-poste, d'albums et de publications philatéliques (ASCAT). L'illustration est un empilement d'ouvrages philatéliques et de catalogues.
Le timbre de 3 × 4 cm est mis en page par l'agence Ten United et imprimé en offset en feuille de douze par l'imprimeur français Cartor Security Printing.
Environ 65 000 timbres sont tirés.

### Grands vins d'Europe
Le 24 août, est émis un bloc-feuillet de huit timbres de 0,65 € reproduisant les étiquettes de huit vignobles d'Europe. Ont été choisis le Petri Riesling d'Allemagne, le Zlahtina de Croatie, le Ribera del Duero d'Espagne, les champagnes Tarlant et Bauget-Jouette de France, le Tokaji de Hongrie, un porto du Portugal et le Teodor Belo de Slovénie. En haut du feuillet, une citation de Léonard de Vinci est imprimée : « Et però credo che molta felicità sia agli homini che nascono dove si trovano i vini buoni » (« mais je crois que la plus grande joie attend ceux qui sont nés là où les bons vins se trouvent »).
Le bloc est mis en page par Valerio Pradal et imprimé en offset par Cartor Security Printing.
80 000 blocs sont imprimés.

### Rochers de la liberté
Le 24 août, dans le cadre d'une émission conjointe avec la Slovaquie, est émis un bloc de huit timbres de 0,65 € comprenant quatre exemplaires de deux types : le château du Rocca o Guaita de Saint-Marin sur le premier et le château d'Orava, datant du XIIIe siècle, sur le second. Les deux sont représentés comme crayonnés sur un fond rose.
Les timbres de 3,1 × 4,5 cm sont dessinés par Rudolf Cigánik et imprimés en héliogravure et en offset par l'imprimerie française Phil@poste Boulazac.
100 000 feuillets sont tirés.
Les deux timbres de Slovaquie, d'une valeur de 21 couronnes sont émis le 24 août 2007 et reprennent les mêmes illustrations que ceux de Saint-Marin. Ils sont imprimés par l'imprimerie tchèque Poštovní tiskárna cenin Praha.

## Décembre

### Année européenne de l'égalité des chances pour tous
Le 3 décembre, est émis un timbre de 1 € pour commémorer l'année 2007 comme l'« année européenne de l'égalité des chances pour tous » (Anno europeo delle pari opportunita' per tutti), déclarée par la Commission européenne Une allégorie féminine de la république de Saint-Marin tient dans ses mains une balance de justice sur les plateaux de laquelle sont assis une femme et un homme.
Le timbre de 3 × 4 cm est dessiné par Daniela Longo et imprimé en offset par Cartor Security Printing en feuille de douze.
Le tirage est d'environ 70 000 exemplaires.

### Artistes
Le 3 décembre, sont émis quatre timbres sur des artistes italiens dont sont célébrés les anniversaires de naissance ou de décès : le chef d'orchestre Arturo Toscanini en action sur le 0,60 €, le sculpteur Antonio Canova sur le 0,65 € qui présente Pauline Borghèse réalisée en 1808, l'auteur comique Carlo Goldoni et un Arlequin sur le 1 €, et sur le 1,80 €, la reproduction d'un des tableaux Via Toscanella exécutés par le peintre Ottone Rosai.
Les différentes peintures et photographies sont mises en page par Franco Filanci sur des timbres de 3 × 4 cm imprimés en offset par Cartor Securit Printing en feuille de seize.
Le tirage est de 80 000 séries de quatre timbres.

### Noël
Le 3 décembre, sont émis trois timbres de Noël illustrés de trois dessins. Celui du 0,60 € représente l'hôtel de ville de Saint-Marin, un sapin décoré sur la droite, au-dessus duquel passe une étoile filante. Le 0,65 € est un Père Noël passant avec ses cadeaux devant le paysage des trois châteaux de la république. Sur le même arrière-plan, le 0,85 € est une représentation de la Sainte Famille, après la Nativité, cheminant avec un âne.
Les illustrations signées Josef Costazza sont imprimées sur des timbres de 3 × 4 cm imprimés en offset par Cartor Securit Printing en feuille de douze.
Le tirage est de 90 000 séries de trois timbres.

## Entier postal

### 125eanniversaire de la première carte postale
Le 20 avril, est émis un entier postal commémoratif portant un timbre de 0,60 € pour le 125e anniversaire de la première carte postale de Saint-Marin. Il est une reproduction de l'entier originel de 1882, mis à jour en plaçant le timbre à droite et avec la mention « POSTA PRIORITARE - PRIORITY MAIL » (courrier prioritaire). Le timbre représente une allégorie de la Liberté.
L'entier de 1882 est de Pietro Tonnini, gravé par Lodovico Bigola et Enrico Repettati. Sa version commémorative est préparée par Franco Filanci et imprimé par Cartor Security Printing en offset.
25 000 cartes ont été tirées.

### 100eanniversaire de la naissance de Giuseppe Mazzotti
Le 24 août, est émis un entier postal commémoratif pour le centenaire de la naissance de l'intellectuel trévisan et vénète Giuseppe Mazzotti (1907-1981) et du 25e anniversaire du prix Gambrinus « Giuseppe Mazzotti » en faveur de la littérature de la montagne, de l'exploration, de l'écologie et des arts traditionnels. Sur l'illustration de la carte et du timbre pré-imprimé, le profil de Mazzotti se détache sur le profil des trois tours de Saint-Marin.
L'entier est dessiné par Giuseppe Grava et imprimé en offset par Phil@poste Boulazac.
25 000 cartes sont imprimées.

### Sources
- Les pages « Nouveautés Monde » de l'Écho de la timbrologie (n°1805 de mars 2007).
- Site de l'Azienda autonoma di Stato Filatelica e Numismatica.